# Dekadenzdichtung
Dekadenzdichtung (französisch décadence „Verfall“) ist die vage und umstrittene Bezeichnung für eine Vielzahl an literarischen Strömungen und Einzelwerken um die Jahrhundertwende (1900), deren Gemeinsamkeit in ihrer entschiedenen Ablehnung des Naturalismus liegt. Allgemeines Kennzeichen ist eine subjektivistisch-ästhetizistische Kunst- und Weltanschauung, die zu einer bewusst anti-bürgerlichen, anti-moralischen, anti-realistischen und anti-vitalen Selbstbestimmung führt und als Überfeinerung wahrgenommen wird.
Diese Überfeinerung wurde als Symptom einer Zeit kulturellen Verfalls (vgl. Dekadenz) gedeutet und spätestens seit Friedrich Nietzsche Gegenstand einer polemischen Zeitkritik. Die Bezeichnung Décadence wurde eingeführt von dem französischen Dichter Paul Verlaine. Dieser sagte von sich selbst: „Je suis l’Empire à la fin de la Décadence.“ Dies heißt: „Ich bin das Reich am Ende der Dekadenz.“ Mit Reich ist die Epoche vom ersten französischen Kaiserreich unter Napoléon Bonaparte bis zum Ende des zweiten Kaiserreichs unter Napoléon III. gemeint, das 1870 im Krieg gegen Deutschland unterlag. Während vor allem in der französischen Literaturszene die Sensibilität von Dichtern wie Charles Baudelaire gegenüber dem Sublimen, Rauschhaften, Stimmungsvollen und Morbiden zeitweise gefeiert wurde, veranschaulicht Nietzsche in Der Fall Wagner (1888) sein Negativurteil über eine moderne „Nervenkunst“ als Erschöpfung und Auflösung. Oswald Spengler führte dieses alarmistische Geschichtsbild in Der Untergang des Abendlandes (1918) fort.

## Wichtige Vertreter
Da eine eigentliche Dekadenzliteratur schwer etwa vom Symbolismus eines Arthur Rimbaud und Paul Verlaine oder vom Impressionismus eines Hugo von Hofmannsthal oder Rainer Maria Rilke unterschieden werden kann, werden ihr so unterschiedliche Autoren wie Anton Tschechow (Russland), Gabriele d’Annunzio (Italien), Maurice Maeterlinck (Belgien), Jens Peter Jacobsen (Dänemark), Oscar Wilde (Irland), Peter Altenberg (Österreich) oder Thomas Mann und Heinrich Mann (Deutschland) zugerechnet. In Frankreich werden der Dekadenzdichtung Dichter wie Jules Laforgue, Tristan Corbière, Lautréamont und Schriftsteller wie Marcel Schwob, Rachilde, Félicien Champsaur, Jane de la Vaudère, Edouard Dujardin, Élémir Bourges, Joris-Karl Huysmans und Maurice Barrès zugeordnet.

## Literarische Figuren, Motive und Stilistik
Jost Hermand arbeitet einige typische literarische Figuren der Dekadenzdichtung heraus: An erster Stelle steht der unglückliche sich selbst bespiegelnde Künstler, der mehr oder weniger erfolglos gegen seine Depression wegen seiner künstlerischen Schwäche, das Nicht-vollenden-Können, ankämpft, wobei der Übergang vom Bohemien der naturalistischen Phase zur Dekadenz fließend ist. Während sich der Bohemien als Angehöriger einer antibürgerlichen Opposition fühlt, begreift sich der Dekadente als normverletzender, grenzüberschreitender Einzelgänger.
Weiterhin nennt Hermand den leidenden Ästheten, für den das Leiden zugleich Genuss ist; den sterbenden jungen Mann, der über sein ungelebtes Leben trauert; den schwärmerischen Nachtwandler, der seinen frühen Tod vorausahnt; den frühreifen oder aber ewig kränklichen Bürgersohn, der zu schwach für das Leben und erst recht für das Geschäft ist wie etwa Hanno Buddenbrook in Thomas Manns Roman; den in Agonie verfallenen Adel, der beschäftigungslos vor sich hindämmert, aber sich zu gefährlichen Leidenschaften hinreißen lässt; die kindliche Demivierge, die Femme fatale (z. B. Salome) oder die femme fragile.

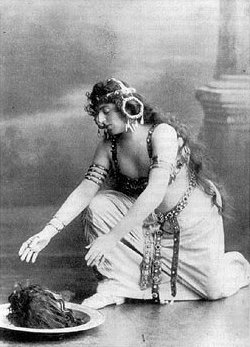
Alice Guszalewicz in der Rolle der Salome mit dem Kopf des Jokanaan in Richard Strauss’ Oper, um 1908/1910

Wiederkehrende Motive sind nach Hermand das Gefühl des Unerreichbaren, des Rinnenden und Vorübergleitenden (wie in einer venezianischen Gondel, etwa bei D’Annunzio) oder des Noch-am-Leben-Seins. Karl Lamprecht spricht von der „Reizbarkeit“ als Merkmal der Dekadenz, was diese mit dem Impressionismus teilt.
Abgesehen von der thematischen Klammer des Wechselspiels von Lebenslust und -überdruss arbeitet Dekadenzdichtung häufig mit der Zerstörung traditioneller narrativer Strukturen und ersetzt deren Kohärenz durch eine bewusst künstliche Totalität, die sich durch Verrätselung von Handlung und Figuren, häufige (Motiv-)Wiederholungen sowie Selbstreferenzialität und einer Dominanz isolierter (oft optischer) Textdetails auszeichnet. Die Autoren stellen die konventionelle Sprache zunehmend infrage; stattdessen gewinnen Körperausdruck und Sinneseindrücke an Bedeutung.
Zu Beginn des 20. Jahrhunderts wandelt sich die Melancholie der Dekadenz zur Endzeitstimmung, sie schlägt um in Angst oder Weltangst wie bei Rilke, ja in Grauen wie bei Trakl.